# Xadrez Básico
Xadrez Básico é o título do clássico tratado de enxadrismo de autoria do médico e Mestre Nacional de Xadrez Orfeu D'Agostini, publicado pela primeira vez em 1954 e que se tornou muito popular entre os enxadristas brasileiros. D'Agostini procurou condensar em um único livro todas as noções indispensáveis para um rápido progresso no jogo de xadrez. Até hoje é o livro mais indicado por professores experientes aos principiantes de todas as faixas etárias, como uma base sólida para a iniciação ao xadrez.

## Edições
O Xadrez Básico teve sua primeira edição em 1954. Algumas edições não tem ficha de catalogação bibliográfica, nem ano de edição, nem o número da edição. As versões mais atuais tem na capa a observação "Edição Revisada".

## Estrutura
A obra está estruturada em quatro partes:
- Noções preliminares e regras do Xadrez, onde apresenta as peças, o tabuleiro, as regras e a notação utilizada no livro, a notação descritiva
- Os Finais, ilustrando os finais mais básicos e que todo enxadrista de respeito deve conhecer
- Elementos de Combinação, nesta parte são abordadas os golpes táticos e estratégias para vencer uma partida
- As Aberturas, contendo resenha das aberturas mais comuns e suas variantes principais
- Temas Posicionais de meio jogo e final — Partidas de Mestres, são apresentadas partidas de mestres, comentadas, com estudos sobre os temas de meio-jogo e finais, e como os mestres abordaram os mesmos.